# Thysanina gracilis
Espèce
Thysanina gracilis est une espèce d'araignées aranéomorphes de la famille des Trachelidae.

## Distribution
Cette espèce se rencontre en Afrique du Sud au Cap-du-Nord et en Namibie,.

## Description
Les mâles mesurent de 2,45 à 3,0 mm et la femelle paratype 3,8 mm.

## Publication originale
- Lyle & Haddad, 2006 : A revision of the Afrotropical tracheline sac spider genus Thysanina Simon, 1910 (Araneae: Corinnidae). African Invertebrates, vol. 47, p. 95-116.